# Gmail
Gmail (от Google Mail, произносится [ʤimeɪl]) — бесплатная почтовая служба от компании Google. Предоставляет доступ к почтовым ящикам через веб-интерфейс и по протоколам POP3, SMTP и IMAP, а также в приложении Gmail на Android.
В октябре 2012 года служба Gmail стала самой популярной в мире, обогнав по числу уникальных пользователей конкурирующую Hotmail от Microsoft. Количество пользователей Gmail превысило 420 миллионов человек.
Пользователи этой почтовой службы получают почтовый адрес в домене gmail.com (типа username@gmail.com) и псевдоним в домене googlemail.com (username@googlemail.com). 1 апреля 2005 года объём почтового ящика был увеличен с 1 до 2 ГБ, и с тех пор это число постоянно растет. 24 апреля 2012 года компания Google анонсировала увеличение размера почтового ящика с 7,5 ГБ до 10 ГБ в честь запуска Google Drive. На данный момент пользователям доступно 15 ГБ для хранения данных.
Веб-интерфейс Gmail целиком построен на браузерном скриптовом языке программирования JavaScript (технология Closure от Google), что даёт такие возможности, как приём команд с клавиатуры, реактивность (технология AJAX), ниспадающие списки выбора адресатов. Возможно также переключиться на интерфейс, построенный только на HTML — стандартном языке разметки веб-страниц, который поддерживается всеми браузерами. При загрузке веб-интерфейса проверяется версия браузера. B случае если браузер не поддерживает все используемые инструкции JavaScript, веб-интерфейс автоматически переключается в HTML-режим, а пользователь получает уведомление о том, что браузер не поддерживает всех функций.

## История
Пол Бакхайт, 23-й сотрудник Google, начал работу над новой почтовой службой Gmail летом 2001 года. Разработка проекта держалась в тайне вплоть до начала закрытого бета-тестирования 1 апреля 2004 года. По сравнению с другими почтовыми службами того времени, сервис Gmail был оснащён революционным интерфейсом на основе технологии Ajax и предлагал значительно больший объём почтового ящика (до 1 Гб свободного места, тогда как конкурирующие бесплатные почтовые сервисы редко позволяли хранить более 10 Мб данных).
Доступ в бета-тестирование осуществлялся с помощью системы приглашений. Изначально раздав 1000 инвайтов, компания Google разрешила каждому пригласить всего несколько друзей. Вследствие чего, иметь почтовый ящик на Gmail означало быть причастным к элитарному клубу.
Лишь спустя 3 года, в 2007 году, сервис был открыт для всех желающих, а уже к 2012 году общее количество пользователей выросло до 425 миллионов.

### Инциденты с конфиденциальностью писем
В почтовую систему интегрирован показ контекстной рекламы, что вызвало критику сервиса. Например, некоторые СМИ полагали, что Google читает письма и анализирует их. Руководители Google заверили пользователей, что данные анализируют машины, а не люди, но несмотря на это критика контекстности рекламы продлилась несколько лет. Ряд правозащитников, критиковавших Google, испытали Gmail и остались им довольны.
5 августа 2014 года компания Google сообщила правоохранительным органам США о хранении одним из пользователей почтового сервиса Gmail фотографий детей порнографического содержания, после чего пользователь был арестован.

### Перебои в работе
29 января 2019 года в работе Gmail произошел глобальный сбой.

### Google Workspace
В ходе ребрендинга G Suite на Google Workspace были обновлены логотипы на ряд продуктов Google, в том числе и Gmail.

## Характеристики и функции

### Хранение
Изначально пользователям Gmail предоставлялся 1 ГБ для хранения почты.
К 1 апреля 2005 года — годовщине запуска сервиса — квота возросла до 2 ГБ, а Жорж Харик, руководитель направления Gmail, пообещал «увеличивать пространство до бесконечности».
24 апреля 2012 года компания Google объявила, что в связи с запуском Google Диска пространство в Gmail увеличивается с 7,5 ГБ до 10 ГБ и «это не предел».
13 мая 2013 года квоты Gmail, Google Диска и Google+ Фото были объединены, и общий объём хранилища составил 15 ГБ.
Пользователи могут приобрести дополнительное пространство, общее для Gmail, Google Диска и Google+ Фото, по ежемесячной подписке. С 2015 года каждому аккаунту предоставляется 15 ГБ с возможностью увеличить его до 30 ТБ.

### Спам-фильтр
Спам-фильтр Gmail анализирует письма, отмечаемые как спам, чтобы в дальнейшем распознавать похожие сообщения с большей точностью. Пользователи сами решают, как поступать со спамом. Согласно заявлениям Google, анализ содержания писем полностью автоматизирован и происходит без участия людей. Полученные данные используются только для блокировки спама и подбора контекстной рекламы, в то время как политика конфиденциальности других популярных почтовых сервисов, таких как Outlook.com и Yahoo, разрешает сбор личной информации пользователей в маркетинговых целях.

### Gmail для мобильных устройств
Gmail для мобильных устройств доступен более чем на 40 языках. Это бесплатный сервис, в котором многие функции Gmail оптимизированы для небольших экранов.
С 22 сентября 2009 года в Gmail поддерживается технология push на базе Google Sync для iPhone и iPod Touch.

### Интеграция с социальными сетями
9 февраля 2010 года компания Google представила социальную сеть Google Живая лента, интегрированную с Gmail и позволяющую обмениваться ссылками, медиафайлами и статусами. Многим не понравилось, что новый сервис был добавлен в их аккаунт автоматически, и от этой идеи пришлось отказаться. 10 декабря 2011 года Живая лента прекратила работу, и на смену ей пришёл новый продукт — Google+.
С января 2014 года в Gmail можно отправлять письма контактам из Google+, даже не зная их адреса электронной почты.

### Google Voice в чате Gmail
В августе 2010 года компания Google выпустила плагин для Google Чата, позволяющий звонить из Gmail на телефонные номера. Сначала у сервиса не было официального названия, и использовались варианты «Google Voice в чате Gmail» или «Телефонные звонки в Gmail». Сейчас он называется Google Voice.
С конца 2012 года пользователи Gmail могут бесплатно звонить на телефонные номера в США и Канаде и совершать платные международные вызовы. 26 августа 2010 года было зарегистрировано более миллиона звонков за сутки.
Пользователи определённого списка стран могут бесплатно звонить из Google Voice на телефонные номера в США, Канаде и некоторых других странах.
Видеоконференции и обмен документами в Google Voice в настоящее время интегрированы с Google Hangouts.

### Поиск в Gmail
Окно поиска в Gmail позволяет находить письма, контакты, файлы на Google Диске, мероприятия в Google Календаре и информацию на Google Сайтах, а также отправлять запросы в Google Поиск. С 21 мая 2012 года при вводе адреса в Gmail используется автозаполнение. Как и Google Поиск, Gmail не поддерживает поиск по фрагментам слов, но применяет стемминг, то есть распознает основу слова: например, по запросу «месяц» выдаются результаты, содержащие «месяца», «месяцу» и т. д.

### Отмена отправки
В июне 2015 года в Gmail появилась функция отмены отправки письма. Данная технология находилась на стадии Лаборатории в течение 6 лет. Механизм её работы заключается фактически в установке задержки перед отправкой. То есть сервер высылает письмо адресату только по прошествии указанного пользователем времени.

## Безопасность
Сначала в Gmail использовалось незащищённое подключение (шифровались только данные на странице входа в аккаунт). Тем не менее, пользователи могли вручную заменить URL http://mail.google.com/mail/ на https://mail.google.com/mail/, чтобы включить шифрование и снизить риск перехвата писем и контактов, которые передавались в исходном коде страницы как текстовые данные JavaScript. С июля 2008 года в настройках Gmail можно выбрать использование только HTTPS, что позволит предотвратить подключение по незащищённому протоколу HTTP. В настоящее время по умолчанию используется HTTPS, а доступ по протоколам POP3 и IMAP защищается криптографическими механизмами TLS.
Хотя почтовые клиенты, такие как Mozilla Thunderbird, используют протокол TLS для отправки почты, он не применяется при передаче сообщений Gmail на почтовые серверы целевого домена (если эта функция не поддерживается), поэтому на отдельных этапах доставки содержание письма может оказаться незашифрованным.
20 марта 2014 года, после разоблачений Эдварда Сноудена в 2013 году, компания Google объявила о повышении уровня безопасности Gmail. С этого времени отправка и получение сообщений Gmail осуществляются по зашифрованному HTTPS-подключению и все письма шифруются при передаче между внутренними серверами Google.
В 2007 году в Gmail возникли серьёзные проблемы. Из-за размещения списков контактов на серверах Google и уязвимости главной страницы google.com информация в аккаунтах оказалась подвержена межсайтовому скриптингу. Уязвимость устранили вскоре после того, как сообщения о ней появились в Интернете.
По умолчанию спам в Gmail фильтруется и удаляется через 30 дней, но можно создать правило, чтобы фильтр не применялся к входящим сообщениям. Пользователи почтовых клиентов, подключающихся по протоколу POP3, могут проверять папку «Спам» только в веб-интерфейсе, так как из-за технических ограничений протокола POP3 на компьютер передаются лишь сообщения из папки «Входящие». В 2008 году примерно 75 % писем, поступивших в аккаунты Gmail, были отфильтрованы как спам.
По решению Пола Буххайта, создателя и ведущего разработчика Gmail, с самого начала существования сервиса IP-адреса пользователей маскируются в целях безопасности.
Вся входящая и исходящая почта, включая прикреплённые файлы, сканируется на наличие вирусов. Если файл, который пользователь хочет открыть, содержит вирус, система пытается обезвредить его. Если вирус содержится в исходящем письме, оно не отправляется. Кроме того, пользователи не могут отправлять и получать письма с исполняемыми файлами, в том числе в архивах.
5 июня 2012 года была добавлена защита от атак со стороны правительственных хакеров. В случае подозрительной активности пользователь получает сообщение: «Внимание! Возможно, ваш аккаунт или компьютер подвергся атаке хакеров, поддерживаемых государством».
С 2008 года Google оставляет за собой право удалять аккаунты Gmail, которые не использовались в течение девяти месяцев. В других почтовых сервисах сроки могут отличаться: например, аккаунты Yahoo! Mail удаляются через 12 месяцев.

### Двухэтапная аутентификация
В Gmail поддерживается двухэтапная аутентификация — разновидность двухфакторной аутентификации. Когда она включена, при входе в аккаунт на новом устройстве пользователь вводит не только имя и пароль, но и проверочный код. Как правило, это комбинация из шести цифр, которая отправляется на телефон по SMS или с помощью голосового сообщения. Существуют специальные мобильные приложения для генерации кода при отсутствии сигнала сотовой сети, такие как Google Authenticator.
21 октября 2014 года компания Google объявила, что в браузере Chrome поддерживается стандарт Universal Second Factor (U2F), который позволяет использовать физический электронный ключ. Его можно выбрать в качестве основного метода двухэтапной аутентификации. По сравнению с шестизначным кодом этот метод надежнее защищает от фишинговых атак и не привязан к мобильному устройству.

### Блокировка на 24 часа
Если в аккаунте Gmail обнаружена необычная активность, свидетельствующая о возможном взломе, доступ к нему может быть временно заблокирован. Восстановление занимает от одной минуты до 24 часов в зависимости от обнаруженных действий. К необычной активности относятся указанные ниже действия.
- Получение, удаление или загрузка больших объёмов почты по протоколам POP или IMAP за короткий период времени[67].
- Отправка большого количества писем, которые возвращаются из-за невозможности доставки[67].
- Использование ПО для обмена файлами или их хранения либо приложений независимых разработчиков с автоматическим входом в аккаунт[67].
- Одновременное открытие аккаунта Gmail на нескольких устройствах[67].
- Неполадки в браузере[67].
- Профиль был взломан злоумышленниками[68].

### Детская порнография
Передача детской порнографии через серверы Gmail строго преследуется. Вместе с Национальным центром по проблемам пропавших без вести и подвергающихся эксплуатации детей (NCMEC) Google ведёт базу порнографических изображений несовершеннолетних, помогающую выявлять жертв эксплуатации по всему миру. Фотографиям присваиваются уникальные контрольные суммы, а серверы Gmail затем проверяются на их наличие. При обнаружении подозрительных материалов Google уведомляет правоохранительные органы.

## Фирменный стиль в Google Apps
10 февраля 2006 года стартовала программа «Gmail для вашего домена». Участвующие в ней компании использовали Gmail в корпоративных доменах. Позже появился пакет Google Apps, включающий настраиваемые версии Google Календаря, Google Page Creator и других сервисов. Это решение было рассчитано как на крупные организации, так и на небольшие фирмы.
Партнёрская версия Google Apps для интернет-провайдеров и владельцев порталов позволяла настраивать Gmail и другие сервисы, такие как Календарь и Документы, в соответствии с корпоративным стилем.

## Лаборатория Gmail
Лаборатория Gmail — это набор дополнительных (экспериментальных) функций, в числе которых:
- Горячие клавиши. Использование сочетаний клавиш для ускорения работы с приложением. Возможность использования горячих клавиш является редкой для почтовых интернет-сервисов.
- Отмена отправки письма. В течение нескольких секунд (от 5 до 30) после нажатия кнопки «Отправить» имеется возможность отменить отправку письма.
- Гаджеты — это мини приложения на базе языка разметки XML. С помощью гаджетов можно, например, запускать Twitter-клиент в почтовом окне.

## Критика

### Личные данные
- Gmail анализирует содержимое писем, что используется для подбора контекстной рекламы, а также фильтрации спама[72].
- Невозможно удалить какое-либо письмо навсегда сразу — резервная копия хранится на сервере до 60 дней.
- При отправке письма с иным обратным адресом, Gmail всё равно помечает в заголовках письма истинный адрес отправителя. Разработчики сообщают, что это служит борьбе со спамом[73].

### Прочее
- По умолчанию служба Gmail пытается загрузить полноценный интерфейс, что затрудняет работу при узкополосном подключении к Интернету (однако во время загрузки можно выбрать упрощенный вариант «только HTML» и установить этот вариант по умолчанию).
- Некоторыми пользователями было подмечено, что автоматическое сохранение черновиков может затруднять работу при наборе большого письма[74].
- Почтовая служба Gmail часто удаляет файлы, приложенные к письму[75].

## Программы-клиенты
Существует программное обеспечение для различных ОС, позволяющее получать уведомления о новой почте и работать с ней:
- Gmail Notifier — программа, периодически проверяющая почтовый ящик и уведомляющая о новых сообщениях через область уведомлений системы (доступна только для Microsoft Windows и Mac OS X). С 2014 года не поддерживается.
- Google Talk — клиент для отправки мгновенных сообщений, поддерживающий уведомления о новой почте.
- Gmail Mobile — почтовый клиент для мобильных устройств.
- Google Toolbar — расширение для браузера, использующее значок для уведомления о новых сообщениях.

Кроме того, сторонние разработчики выпускали различное ПО для работы с Gmail:
- Gmail Drive — использование почтового ящика Gmail для хранения файлов.
- Gmail Notifier и KGmailNotifier для Linux.
- Различные расширения для браузеров.

### Интеграция с XMPP
Кроме всего прочего, получать уведомления о новой почте можно и через XMPP (Интеграция с Gtalk). В некоторых XMPP-клиентах это поддерживается, например в Gajim и Psi+, с помощью соответствующего плагина.